# Flores (achternaam)

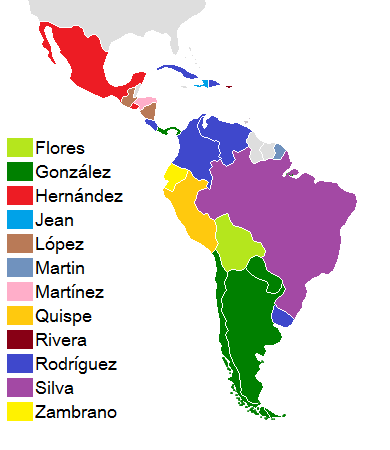
Meest voorkomende achternamen in Latijns-Amerika naar land

Flores of Flórez is een veel voorkomende Spaanstalige achternaam. De naam is afgeleid van het meervoud van flor (lett. Flores). Het is een typisch sefardische achternaam zoals de meeste Spaanstalige achternamen met een botanische herkomst.
De naam komt in alle Spaanstalige landen, en daarbuiten, veelvuldig voor, maar met name in Midden-Amerika en het westen en zuiden van Latijns-Amerika: in Bolivia is het de meest voorkomende achternaam, met 120.469 naamdrages, en in Peru is het de op een na meest voorkomende achternaam, met 292.450 naamdragers.